# Arthur Lingquist
Arthur Lorentz Valdemar Lingquist, urspr. Ljungqvist, född 28 augusti 1889 i Helsingborgs stadsförsamling, död okänt år (möjligen 1975 ), var en svensk-amerikansk målare.
Han var son till stationskarlen Olof Jönsson Ljungqvist och Emma Josefina Stael samt från 1918 gift med Elsie Minerva Sjölin. Lingquist arbetade som yrkesmålare i Helsingborg och började studera vid Helsingborgs tekniska skola innan han 1910 emigrerade till Amerika. Han bosatte sig i Boston där han arbetade som dekorations- och yrkesmålare. Samtidigt studerade han konst vid The New School of Design och The Eric Pape School i Boston. Han var anställd som lärare i teckning och målning vid Diman School i Fall River 1917–1925. När han slutade som lärare flyttade han till West Roxbury för att bli konstnär på heltid. Han medverkade i flera samlingsutställningar bland annat i Manchester, Boston och Chicago. Han var representerad i den svensk-amerikanska vandringsutställningen i Sverige 1920 samt i den svensk-amerikanska konstutställningen i Göteborg 1923. Vid sidan av sitt stafflimåleri utförde han flera fresk- och monumentalmålningar. Hans konst består till största delen av landskapsskildringar från sydvästra Vermont och angränsade delar av Massachusetts.